# Tavira

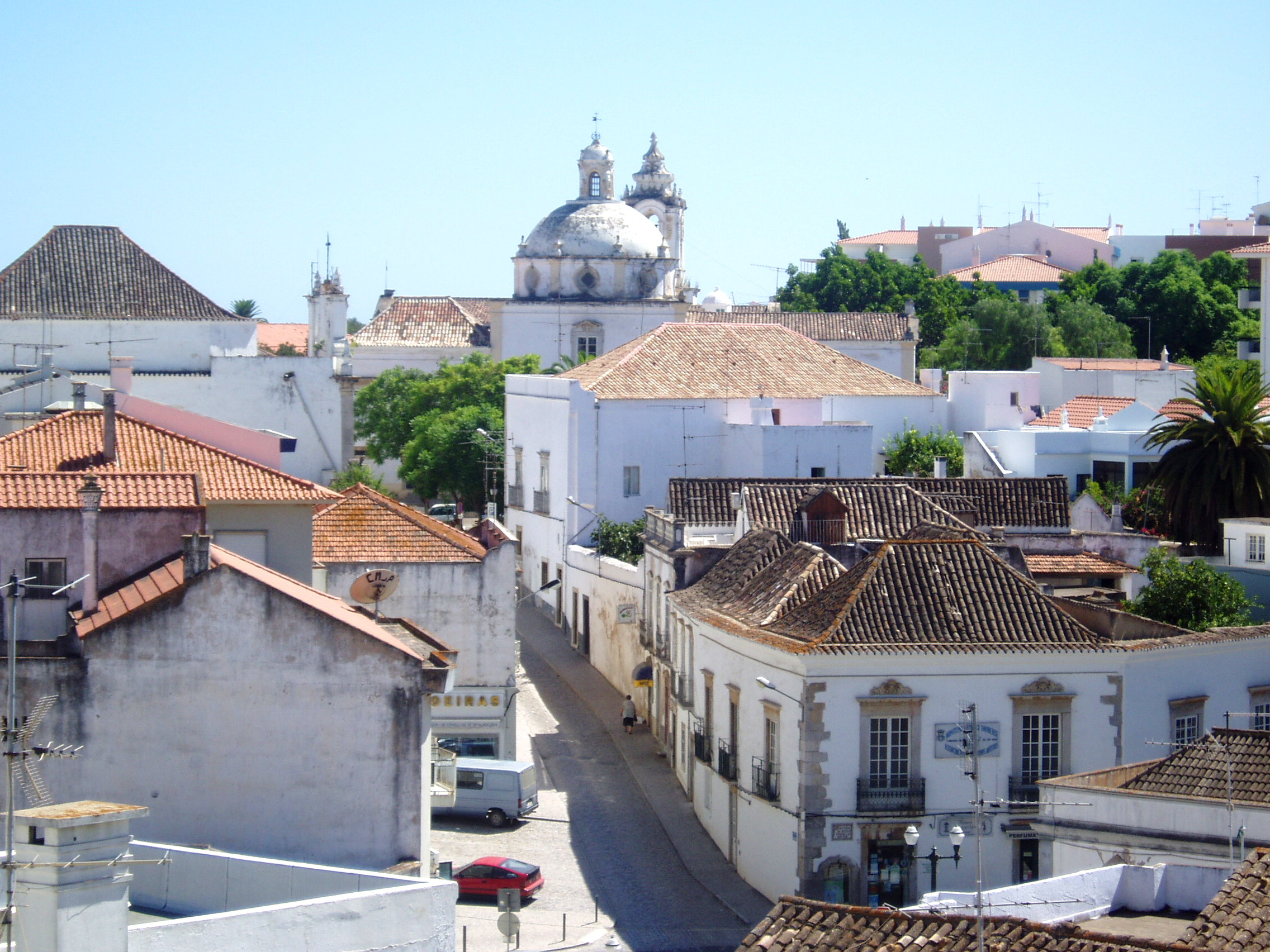
Tavira met verderop het klooster

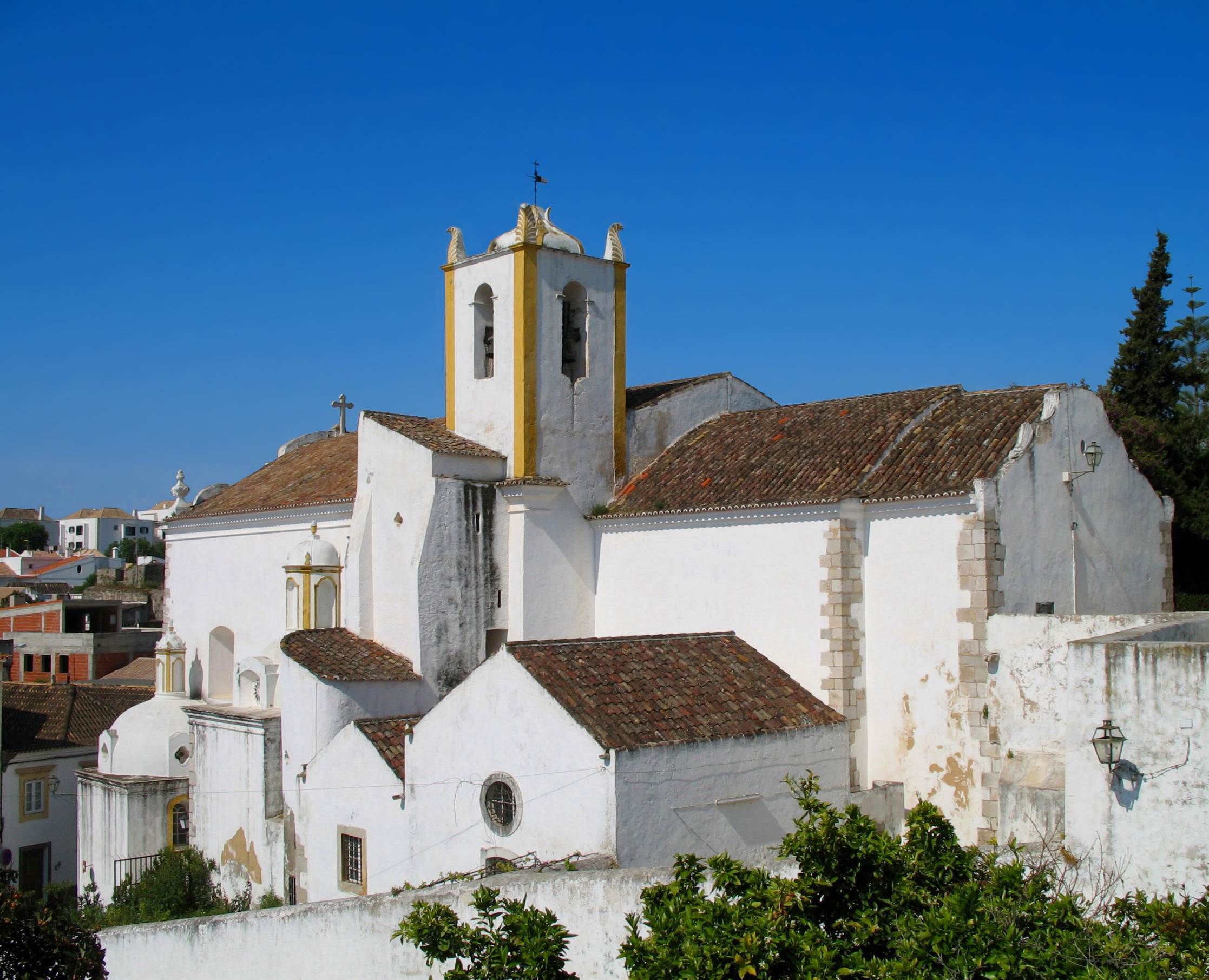
Sint-Jacobskerk (Igreja de Santiago)

Tavira is een stad en gemeente in het Portugese district Faro,
zo'n 20 km van de Spaanse grens, 30 km van Faro en 160 km van Sevilla. De stad ligt aan de monding van de rivier de Gilão. De gemeente heeft een totale oppervlakte van 609 km² en telde 24.997 inwoners in 2001. De stad zelf telt ongeveer 12.600 inwoners.
Vanwege zijn ligging langs de rivier wordt Tavira ook wel het Venetië van de Algarve genoemd.

## Economie
In de Middeleeuwen was Tavira een belangrijke havenstad, maar tegenwoordig stelt de haven niet veel meer voor. De stad leeft van de visserij en het toerisme.

## Bezienswaardigheden
Op een heuvel in het midden van de stad staat een vervallen burcht, het Kasteel van Tavira.
Rond deze burcht staan onder meer twee kerken, een klooster en een watertoren:
- De Igreja de Santa Maria do Castelo
- De Sint-Jacobskerk
- Convento da Graça, een voormalig klooster waarin nu een luxe hotel (portugees:pousada) is gevestigd
- Een camera obscura in de stilgelegde watertoren

Nabij de burcht ligt de Ponte Romana, een brug die wellicht stamt uit de Romeinse tijd.

## Geschiedenis
Deze plek werd in de Bronstijd al bewoond.
In de 8e eeuw v.Chr. bouwden de Feniciërs hier een stad, compleet met een stadsmuur, twee tempels en twee havens. Deze werd twee eeuwen later weer vernietigd.
Een eeuw later werd de stad weer opgebouwd maar in de 4e eeuw v.Chr. werd de stad nogmaals verlaten.
In de Romeinse tijd werd Tavira weer bewoond maar het stadje werd overschaduwd door een andere havenstad, Balsa. Deze was waarschijnlijk 5 km westwaarts van Tavira gelegen in de huidige wijk Luz. Balsa heeft, zoals Tavira, een Fenicische oorsprong. Balsa was de grootste Romeinse havenstad van Hispania Lusitania en bezat 2 thermen, een hippodroom, een theater en vele pakhuizen. Zowel Balsa als Tavira waren waarschijnlijk in de 5e eeuw volledig in verval.
Van de 8e tot de 13e eeuw werd de stad Tabira door de Moren uitgebouwd. Op 1 mei 1190 landde hier een groot leger van de Almohaden. In 1242 werd de stad ingenomen onder leiding van Paio Peres Correia, grootmeester van de Orde van Santiago. Hierbij kwam een groot deel van de bevolking om het leven.
Tijdens de aardbeving van Lissabon in 1755 werd Tavira volledig verwoest.

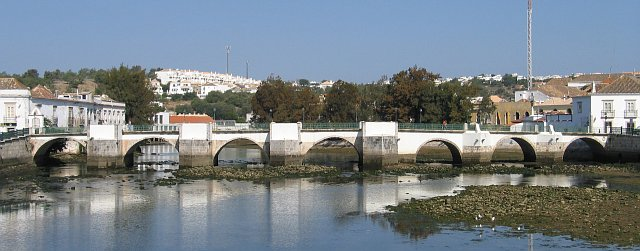
De Ponte Romana lag op een Romeinse kustweg die liep doorheen de huidige Algarve (Portugal) en Huelva (Spanje)

## Kernen
De volgende freguesias liggen in de gemeente:
- Cabanas de Tavira
- Cachopo
- Conceição
- Luz
- Santa Catarina da Fonte do Bispo
- Santa Luzia
- Santa Maria (Tavira)
- Santiago (Tavira)
- Santo Estêvão

## Geboren in Tavira
- Abu Uthman Said ibn Hakam al-Qurashi (1204), rais van het Spaanse Minorca (Manurqa).
- João Neves (2004), voetballer